# Yuki Fukaya
Yuki Fukaya (深谷 友基 Fukaya Yuki?), född 1 augusti 1982 i Aichi prefektur, är en japansk fotbollsspelare.
Fukaya började sin karriär 2005 i Oita Trinita. Han spelade 140 ligamatcher för klubben. Med Oita Trinita vann han japanska ligacupen 2008. 2010 flyttade han till Omiya Ardija. Han gick tillbaka till Oita Trinita 2013. Efter Oita Trinita spelade han för FC Gifu och Ehime FC. Han avslutade karriären 2017.